# Show! Audio Jockey
《Show! Audio Jockey》（韓語：쇼!오디오자키），為韓國tvN電視台播出的真人實境秀節目，由朴明洙、成始璄、蘇有珍、Boom及MONSTA X的元虎、民赫、基賢、周憲共同主演。節目形式是明星主持電台節目的綜藝，利用巡回各地的移動式開放錄音室進行電台直播，觀眾可以通過各種平台實時收聽直播，并且在之後播出的電視節目中觀看幕後詳細的準備過程和主持實況。

## 節目成員
| 姓名   | 姓名 | 出生日期（年齡） | 演出集數  |
| 漢字   | 諺文 | 出生日期（年齡） | 演出集數  |
| ------ | ---- | ---------------- | --------- |
| 朴明洙 |      | 1970年8月27日    | 第1集至今 |
| 成始璄 |      | 1979年4月17日    | 第1~12集  |
| 蘇有珍 |      | 1981年8月11日    | 第1~10集  |
| Boom   |      | 1982年5月10日    | 第1集至今 |
| 元虎   |      | 1993年3月1日     | 第1~4集   |
| 民赫   |      | 1993年11月3日    | 第1~4集   |
| 基賢   |      | 1993年11月22日   | 第1~4集   |
| 周憲   |      | 1994年10月6日    | 第1~4集   |

## 節目形式
出演者將利用當地特產進行料理放送、吃播、和觀眾一起的問答秀、音樂秀等，準備了各種各樣的小環節。
- 電台直播節目表(一)：
  - 上午7時起第一檔欄目是Boom的“BOOM BOX”，由音樂問答、對口型秀等組成，預計是直到所有人满足為止不會停止的“注入式”興致秀。
  - 上午9時起是蘇有珍的“甜蜜沙龍”，為聽眾提供育兒小竅門，活用地區特產的菜譜等。
  - 上午11時有成始璄的“你的身邊是成始璄”，用戀愛商談和現場歌曲禮物來刺激女心。
  - 下午1時开始播出“朴明洙的輕易秀”，通过市民和朴明洙進行對決等令人興奮的内容引發笑聲。
  - 下午3時起播出MONSTA X的元虎、民赫、基賢、周憲主持的“MONSTA X的MONSTYLE”，除了MONSTA X的現場，還有刺激唾液腺的吃播等。
- 電台直播節目表(二)：
  - 上午9時开始播出“朴明洙的輕易秀”，通过市民和朴明洙進行對決等令人興奮的内容引發笑聲。
  - 上午11時起是蘇有珍的“甜蜜沙龍”，為聽眾提供育兒小竅門，活用地區特產的菜譜等。
  - 下午1時起第一檔欄目是Boom的“BOOM BOX”，由音樂問答、對口型秀等組成，預計是直到所有人满足為止不會停止的“注入式”興致秀。
  - 下午3時有成始璄的“你的身邊是成始璄”，用戀愛商談和現場歌曲禮物來刺激女心。
  - 下午5時起播出MONSTA X的元虎、民赫、基賢、周憲主持的“MONSTA X的MONSTYLE”，除了MONSTA X的現場，還有刺激唾液腺的吃播等。
- 電台直播節目表(三)：
  - 中午12時起是蘇有珍的“甜蜜沙龍”，為聽眾提供育兒小竅門，活用地區特產的菜譜等。
  - 下午1.30時有成始璄的“你的身邊是成始璄”，用戀愛商談和現場歌曲禮物來刺激女心。
  - 下午3時起第一檔欄目是Boom的“BOOM BOX”，由音樂問答、對口型秀等組成，預計是直到所有人满足為止不會停止的“注入式”興致秀。
  - 下午4.30時开始播出“朴明洙的輕易秀”，通过市民和朴明洙進行對決等令人興奮的内容引發笑聲。
  - 下午5時開始播出“AJ聯合節目”，全部的AJ一起主持这個時段。

## 收視率
以下紀錄《Show! Audio Jockey》節目收視，收視最低的集數以藍色表示，收視最高的集數以紅色表示，而空格則表示該集的收視沒有相關數據。
| 集數 | 播出日期   | AGB尼爾森收視率 | AGB尼爾森收視率 | AGB尼爾森收視率 | AGB尼爾森收視率 |
| 集數 | 播出日期   | 大韓民國 (全國) | 排行            | 排行            | 首爾 (首都圈)   |
| 集數 | 播出日期   | 大韓民國 (全國) | 所有節目        | 綜藝節目        | 首爾 (首都圈)   |
| ---- | ---------- | --------------- | --------------- | --------------- | --------------- |
| 1    | 2019/03/17 | 0.7%            |                 |                 |                 |
| 2    | 2019/03/24 | 0.6%            |                 |                 |                 |
| 3    | 2019/03/31 | 0.754%          | 67              | 13              |                 |
| 4    | 2019/04/07 | 0.5%            |                 |                 |                 |
| 5    | 2019/04/14 | 0.741%          | 65              | 13              |                 |
| 6    | 2019/04/21 | 0.543%          | 82              | 15              |                 |
| 7    | 2019/04/28 | 1.141%          | 22              | 5               |                 |
| 8    | 2019/05/05 | 0.846%          | 49              | 11              |                 |
| 9    | 2019/05/12 | 0.954%          | 45              | 8               |                 |
| 10   | 2019/05/19 | 1.077%          | 31              | 8               |                 |
| 11   | 2019/05/26 | 1.001%          | 36              | 7               |                 |
| 12   | 2019/06/02 | 1.338%          | 23              | 5               |                 |
| 13   | 2019/06/09 | 1.036%          | 39              | 8               |                 |
| 14   | 2019/06/16 | 0.810%          | 56              | 13              |                 |
| 15   | 2019/06/23 | 0.867%          | 49              | 9               |                 |
| 16   | 2019/06/30 | 1.529%          | 18              | 5               |                 |

## 外部連結
- 韓國tvN官方網站[]
- Show! Audio Jockey-NAVER

| · 星期日 18:10－19:40 (KST)               | · 星期日 18:10－19:40 (KST)                   | · 星期日 18:10－19:40 (KST) |
| ----------------------------------------- | --------------------------------------------- | --------------------------- |
|                                           | Show! Audio Jockey （2019.03.17－2019.06.30） |                             |
| 在好萊塢的早餐 （2019.02.03－2019.03.10） | Player （2019.07.14－至今）                   |                             |